# Гальсбах
Гальсбах (нім. Halsbach) — громада в Німеччині, розташована в землі Баварія. Підпорядковується адміністративному округу Верхня Баварія. Входить до складу району Альтеттінг. Складова частина об'єднання громад Кірхвайдах.
Площа — 22,08 км2. Населення становить 1046 ос. (станом на 31 грудня 2020).

## Галерея

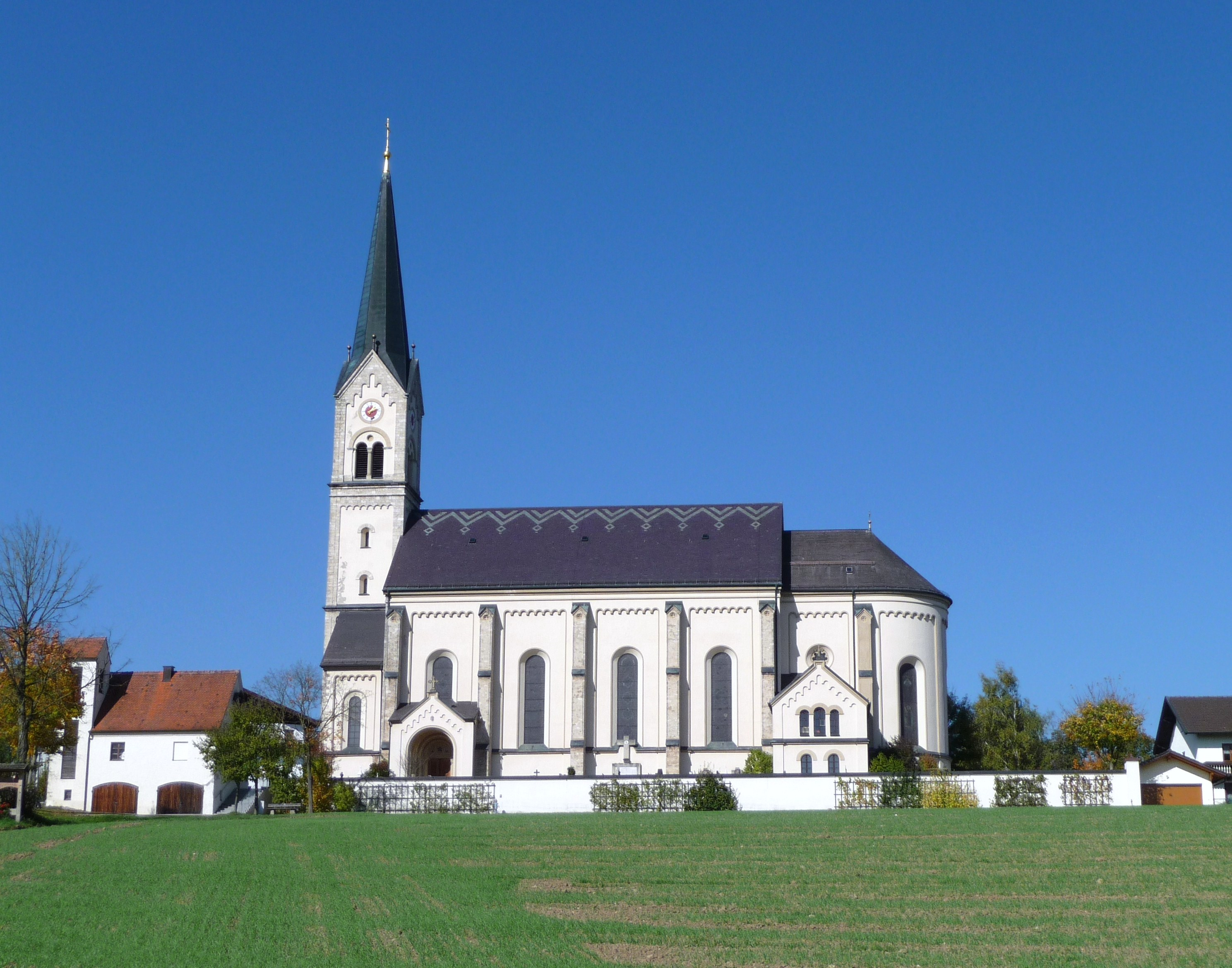
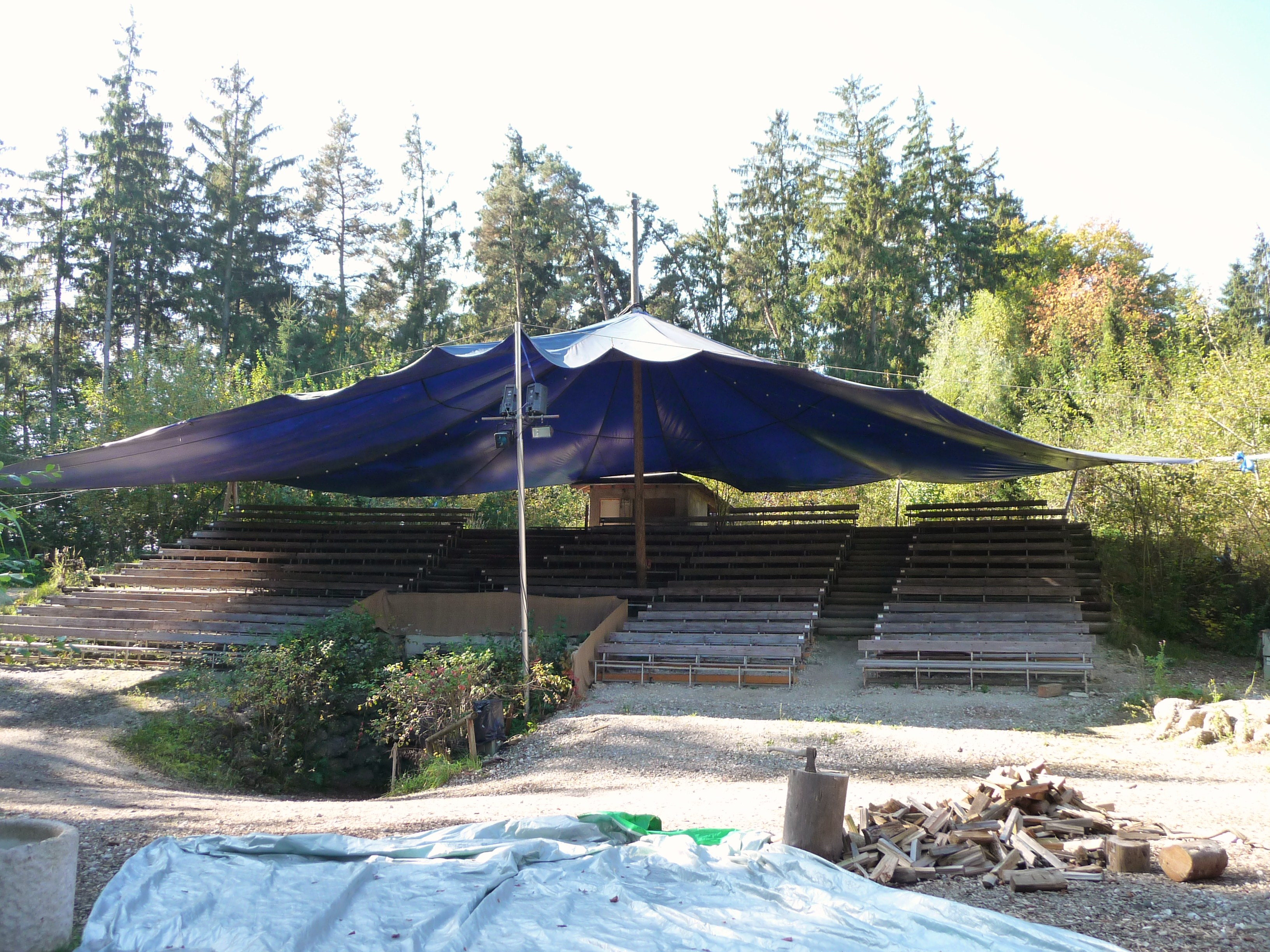